# Habay-la-Neuve

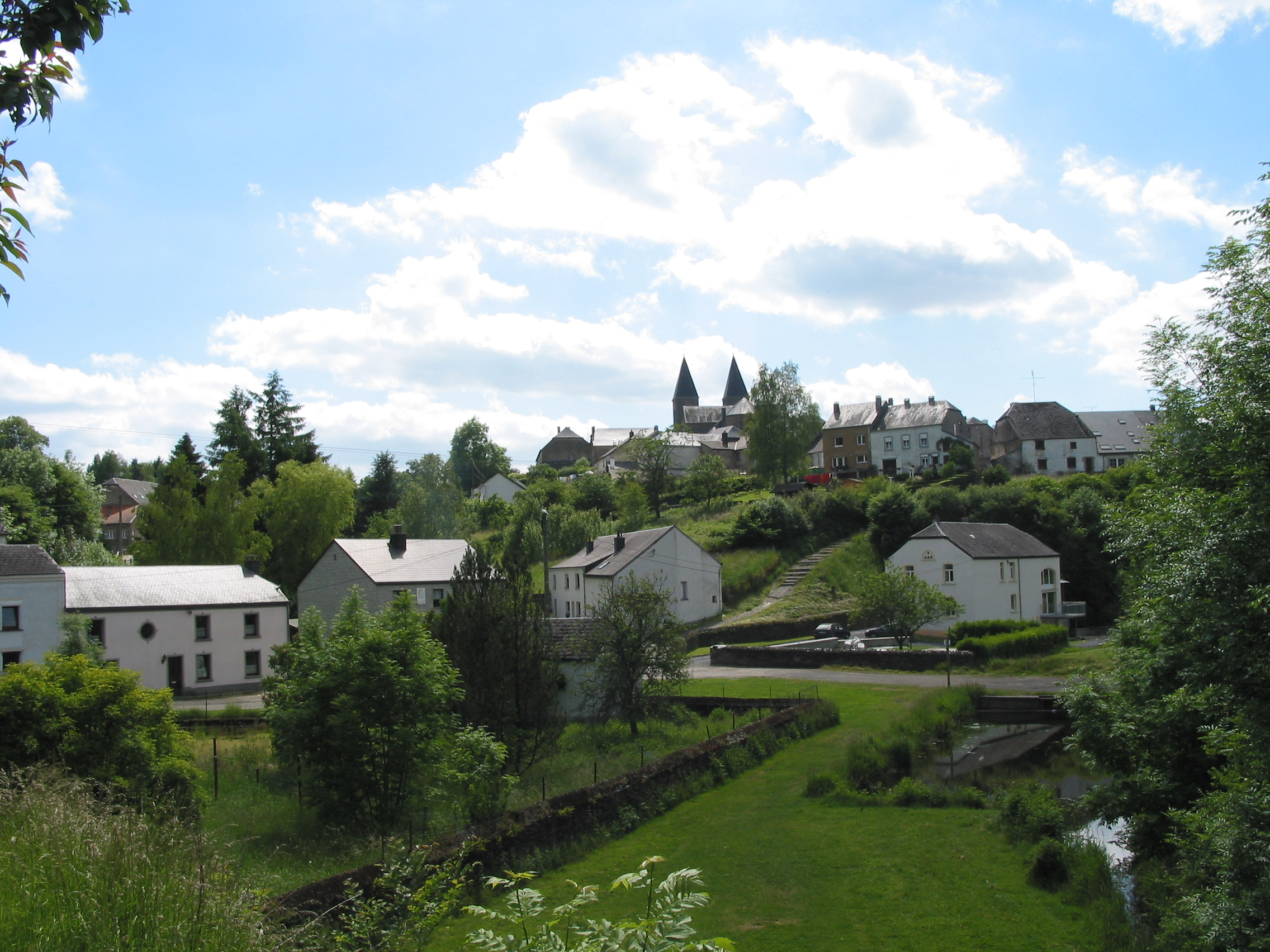
Habay-la-Neuve.

Habay-la-Neuve (Gaumais: Hâbâ-la-niëf, Luxemburgs/Duits: Neu (Nei) Habich) is een deelgemeente van Habay in de Belgische provincie Luxemburg. Het gemeentehuis van Habay bevindt zich in deze plaats. Habay-la-Neuve bevindt zich op een kruispunt van belangrijke regionale wegen naar Aarlen, Florenville, Martelange, Neufchâteau en vlak bij de A4/E25.

## Demografische ontwikkeling
- Bronnen:NIS, Opm:1831 tot en met 1970=volkstellingen

## Geboren
- Emile Baudrux (1878-1936), volksvertegenwoordiger, senator en burgemeester
- Roger Lamers (1924-1986), volksvertegenwoordiger
- Gérard Mathieu (1947), lid van het Waals Parlement

## Overleden
- Camille Jenatzy (1868-1913), autocoureur
- Pierre Nothomb (1887-1966), senator en schrijver

Deelgemeenten: Anlier · Habay-la-Neuve · Habay-la-Vieille · Hachy · Houdemont · Rulles

Overige dorpen: Harinsart · Marbehan · Nantimont · Orsainfaing · Pont d'Oye

Belgische gemeenten · Arrondissement Virton · Luxemburg · Wallonië